# 복분자주

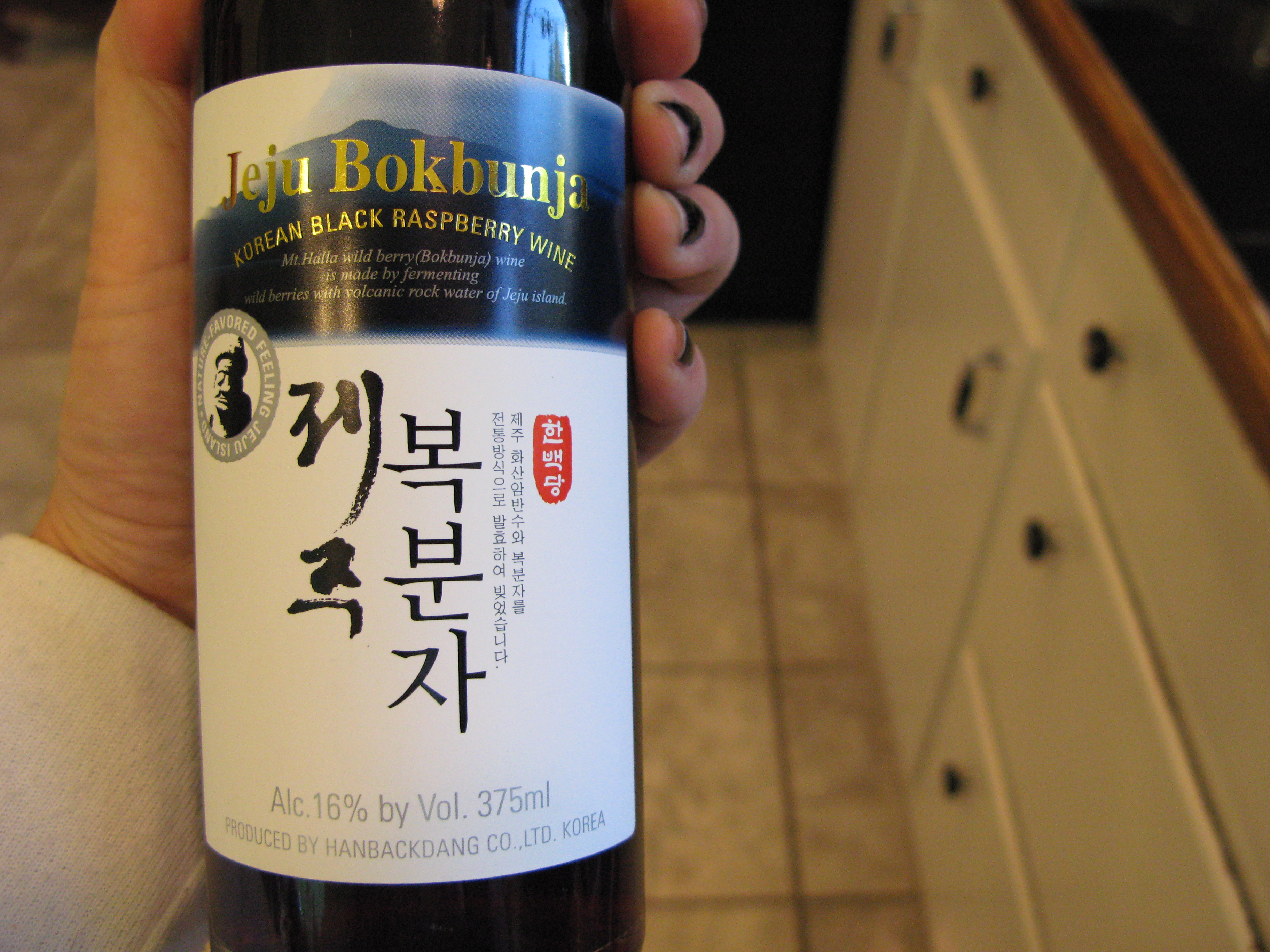
복분자술

복분자주(覆盆子酒)는 복분자를 증류식 소주에 첨가하여 향을 입혀 만든 희석식 담금주이자 과실주로 서양식 리큐르 개념에 가깝다.
야생 및 재배된 블랙 라즈베리로 만든 한국의 과일술이다. 전통적으로는 한국 종인 복분자(Rubus coreanus)이지만, 요즘에는 주로 북미가 원산지인 산딸기(Rubus occidentalis)가 한국에서 널리 재배되고 있다.
이 음료는 전라북도 고창군, 전라남도 담양, 대한민국 제주도에서 생산된다. 열매를 물로 발효시켜 만든다. 일부 품종에는 쌀과 영지버섯 추출물도 포함되어 있다.
복분자주는 짙은 붉은 색이며 적당히 달콤하다. 잘 익은 과일의 향이 올라오고 신맛이 적다. 씁쓸한 맛이 음식과 잘 어울린다. 부드러운 탄닌이 혀를 자극한다. 브랜드에 따라 알코올 도수는 15%에서 19% 사이이다. 건강에 좋고 남성의 정력을 증진시키는 것으로 여겨진다.
2008년부터 국내 과학자들은 복분자주 생산 부산물인 복분자 종자 활용 방안을 모색해왔다. 탄화된 종자는 폐수에서 산업용 염료 제거를 위한 잠재적인 흡착제로 사용할 수 있다.